# Помпония Грецина
Помпония Грецина (на латински: Pomponia Graecina) e римска благородничка по времето на император Клавдий. Тя е съпруга на Авъл Плавций (суфектконсул 29 г. и 43 г. завоевател на Британия).

## Биография
Произлиза от фамилията Помпонии. Вероятно е дъщеря на Публий Помпоний Грецин (суфектконсул 16 пр.н.е.) и Азиния, дъщеря на Гай Азиний Гал и Випсания Агрипина. Помпония е приятелка с Юлия, дъщерята на младия Друз.
Помпония се омъжва за Авъл Плавций (суфектконсул 29 г. и 43 г. завоювател на Британия). През 57 г. e обвинена за „чуждо суеверие“. Плавций я защитава успешно пред домашния съд. Вероятно Помпония е била привърженичка на християнството.
Помпония Грецина и Авъл Плавций са герои в романа Quo vadis на Хенрик Сенкевич. За нея и Авъл Плавций се разказва във филма Quo vadis? от 1951 г.